# Ross Highway
Ross Highway - droga stanowa nr 8, o długości 110 km w Australii, na obszarze Terytorium Północnego. Droga turystyczna, łączy miasto Alice Springs od drogi Stuart Highway, z drogą Arltunga Tourist Drive w rezerwacie Arltunga..